# La città delle bestie
La città delle bestie è un romanzo di Isabel Allende edito da Feltrinelli.

## Ambientazione
La storia si svolge nella Foresta amazzonica in territorio brasiliano. È qui che si trova il villaggio del Popolo della Nebbia, situato in una zona completamente inaccessibile della foresta. I protagonisti iniziano il loro percorso a Manaus, per poi raggiungere Santa Maria de la Lluvia, ultimo spiraglio di civiltà. Da lì seguono il Rio Negro fino a quando raggiungono il villaggio indigeno.
La storia è ambientata nella foresta amazzonica e si svolge ai nostri tempi, anche se il libro non specifica l'anno esatto, e dura all'incirca tre mesi.
L'inizio della storia si svolge nella tranquilla periferia di una città della California, negli Stati Uniti, situata accanto alla costa, per passare poi in una New York caotica, rumorosa, gelida, trafficata e pericolosa, soprattutto per Alex, che a parte il viaggio in Italia (terra d'origine di sua madre), e le frequenti scalate, non si era mai mosso dalla sua città.
Dopodiché si passa a Manaus, Brasile, situata alla confluenza tra il Rio delle Amazzoni e il Rio Negro, città grande, moderna, con alti edifici e un traffico snervante.
Ma la vera storia è ambientata nella foresta Amazzonica: interminabili distese di foreste, tutte del medesimo verde intenso, attraversata da fiumi che si snodavano come serpenti luminosi, il più incredibile di tutti di color caffellatte. “Diverse volte al giorno cadeva una pioggia breve e torrenziale; e Alex dovette abituarsi all'umidità costante e al fatto che gli abiti non erano mai del tutto asciutti. Al tramonto, nugoli di zanzare li attaccavano”, ma a parte questo si trovano in un luogo bellissimo: la vegetazione della riva, folta e aggrovigliata, aveva lasciato spazio a un bosco maestoso. I tronchi degli alberi, alti e dritti, sembravano le colonne di una magnifica cattedrale verde. Orchidee e altri fiori spiccavano in mezzo ai rami e il suolo era coperto da brillanti felci. Dalla mattina alla notte fonda si udiva il canto dei pappagalli e dei tucani e poi iniziava il baccano di rospi e scimmie.

## Trama
A causa della malattia della madre, alla quale viene diagnosticato un tumore, il quindicenne Alexander Cold, soprannominato Alex, è costretto a lasciare la tranquilla cittadina della California, dove ha sempre vissuto, per andare a stare con la nonna paterna Kate, di professione reporter, che sta per partire per una spedizione nel cuore della giungla amazzonica alla ricerca di una creatura misteriosa, mostruosa e gigantesca, che, con il suo odore riesce a paralizzare chi ha la sfortuna di incontrarla. Kate tiene molto che sia lui, e non una delle due sue sorelle, ad accompagnarla in questo viaggio e quindi le due ragazzine saranno affidate alla nonna materna. Alla spedizione, composta in tutto da quattordici adulti, prende parte anche Nadia, figlia della guida Cesar, con la quale il ragazzo instaura un sincero rapporto d'amicizia. Ad un certo punto Alex e Nadia si allontano dal gruppo e da questo momento vivranno numerose avventure che li porterà ad incontrare spiriti e sciamani, animali feroci e anche ad assumere strani poteri e a cadere in balia del misterioso Popolo della Nebbia, di "diventare" lui Giaguaro, lei Aquila. Durante questo viaggio saranno costretti a porsi interrogativi come: Qual è il mistero dell'acqua della vita e delle uova di cristallo? Chi è davvero la Bestia? Uccide per crudeltà o sta tentando di difendere qualcuno? E dove vive il popolo della nebbia?
Ma non c' è solo la magia, perché Alex e Nadia scopriranno che alcuni membri della spedizione vogliono sterminare gli indios per il proprio profitto. Il viaggio durerà circa novanta giorni, ma alla fine, i due amici riusciranno a salire sull'aereo che li riporterà verso la civiltà. Nadia, inoltre, porterà con sé alcuni diamanti che serviranno alla nonna di Alex per promuovere una battaglia per salvare le popolazioni dell'Amazzonia.

## Analisi dei personaggi

### Principali
- Alexander Cold:  Alex ha 15 anni, è un ragazzo normale e tranquillo, è piuttosto bravo a scuola e se la cava anche negli sport, ha un buon carattere e non si è mai cacciato in grossi guai, ama suonare il flauto, scalare le montagne e soprattutto ama Cecilia Burns. Insomma, un ragazzo che sogna di diventare un musicista famoso, come suo nonno, Joseph Cold, di sposarsi, di avere due figli, e di vivere con loro vicino alle montagne. È un ragazzo imberbe, uno dei più bassi della sua classe, col viso magro, gli occhiali rotondi, i capelli scuri, e una bella pelle. All'inizio del viaggio patirà la fame, visto che è molto schizzinoso. Alexander in greco significa difensore degli uomini, questo nome glielo dà Kate. Il suo animale totemico è il giaguaro.
- Nadia Santos: ha 13 anni, capelli crespi, arruffati e schiariti al sole e occhi e pelle del color del miele; porta diversi fili colorati intorno ai polsi, un fiore giallo dietro un orecchio e una lunga penna verde che attraversa il lobo dell'altro. Ha poi una piccola scimmietta nera sulle spalle, chiamata Borobà, che non si separa mai da lei. Sua madre è in Canada "perché è malata nell'anima" perciò vive da sola con suo padre César, ma è comunque molto allegra; conosce molto bene le insidie della foresta e anche i trucchi per cavarsela, capisce gli indios, parla in una strana lingua con lo sciamano Walimai, sa comunicare con gli animali e ha l'aquila come animale totemico. L'unico ostacolo che ha è il soffrire di vertigini.

### Secondari
- Kate Cold: Kate è un membro dell'International Geographic, ha 64 anni, è una giornalista di poche parole, magra e muscolosa, con due occhi azzurri penetranti come pugnali, e capelli grigi sparati in tutte le direzioni come se non avessero mai visto un pettine e che lei stessa si taglia sforbiciate.  È sempre più fiera dei suoi denti, grandi e forti e capaci di rompere noci e stappare bottiglie, ed è anche orgogliosa di non essersi mai rotta un osso, di non aver mai dovuto far ricorso a un medico e di essere sopravvissuta ad attacchi di malaria e persino a punture di scorpione. Beve vodka liscia e fuma tabacco nero in una pipa da marinaio, ”è una donna senza mezze misure” ed è piuttosto fredda e incapace di provare affetto: le uniche volte che presta attenzione ad Alex (da cui si fa chiamare Kate anziché nonna) è quando suona il suo flauto. Infatti il flauto era appartenuto al defunto marito Joseph Cold, dopo la cui morte è diventata ulteriormente fredda e anaffettiva ma che rivede proprio nel nipote: proprio per questo, in realtà, vuole molto bene e ci tiene ad Alex e ci tiene ad averlo con se nella spedizione.
- César Santos: Brasiliano, padre di Nadia nonché guida dell'International Geographic, ha un piccolo aereo che però è vecchio e fracassato per cui è sempre rotto. È inoltre un tipo ironico, simpatico e intelligente, segretamente innamorato della dottoressa Torres, nonché caro amico dell'Indio Karakawe. ”...li attendeva un uomo alto, con un profilo adunco da uccello, tratti virili ed espressione giovanile, la pelle temprata dalla vita all'aperto e una chioma scura legata in una coda.”
- Dot.sa Omayra Torres: ” Era una bella mulatta sui trentacinque anni, con i capelli neri, la pelle d'ambra e occhi verdi a mandorla. Si muoveva con grazia, come se ballasse seguendo un ritmo segreto. La dottoressa Torres però non fa parte dell'International Geographic, essa infatti aveva passato anni apparentemente a vaccinare gli indios contro tutte le malattie che gli stranieri avevano portato, e aveva deciso di unirsi al gruppo non appena saputo che così facendo avrebbe finalmente potuto vaccinare contro il morbillo il popolo della nebbia. In realtà, invece di vaccinarli iniettava loro “una dose mortale del virus del morbillo”, sterminandoli così in pochi giorni per amore del suo amante segreto Carìas: è, perciò, uno dei membri traditori della spedizione e alla fine è consegnata alla giustizia.
- Walimai: Walimai è un indio incredibilmente vecchio, e, nonostante il portamento eretto e l'agilità nei movimenti, pareva avesse vissuto secoli. Indossa un corto grembiule di fibra vegetale e una dozzina di collane di conchiglie, semi e denti di cinghiale che gli coprono il petto; la sua pelle, rugosa come quella di un elefante millenario, cade in pieghe grinzose sul corpo magro. Porta sempre con sé una piccola lancia, un bastone al quale sono appesi numerosi sacchetti di pelle e un cilindro di quarzo che tintinna come un sonaglio per neonati. È sempre accompagnato dalla sua sposa-angelo (lo spirito di sua moglie), non appare mai davanti agli stranieri e solo in caso di emergenze si reca nei villaggi perché è un saggio silenzioso e impassibile, unico ad avere contatti con le bestie e col popolo della nebbia. È uno sciamano.
- Mauro Carìas:... ”...a sua volta l'imprenditore aveva buone relazioni con le più alte sfere del governo, apparteneva alla classe dominante, era pieno di soldi, e nessuno gli chiedeva conto di nulla, aveva i contatti giusti, un certo fiuto per gli affari, e sapeva comandare e farsi rispettare; se una cosa non la otteneva con le buone, se la prendeva con le cattive.”  Carìas è un uomo simpatico, bello, abbronzato, con mani curate e denti bianchissimi, sempre vestito con eleganti vestiti sportivi. Parla con una voce melodiosa guardando sempre dritto negli occhi, quasi a dimostrare la propria sincerità a ogni frase: tutto questo per nascondere che, invece, è crudele e spietato e che, pur di appropriarsi delle terre degli Indios stringe un patto con il capitano Ariosto e la dottoressa Torres per sterminarli in massa, ma facendo credere al mondo (grazie all'International Geographic) che avevano fatto di tutto per salvarli. È quindi un altro membro traditore nella spedizione, ma per fortuna, alla fine, l'indio Tamah (il capo dei guerrieri del popolo della nebbia) gli spaccherà la testa costringendolo a vivere da vegetale su una sedia a rotelle.
- Ludovic Leblanc: ”...si rende conto di che perdita sarebbe per il mondo delle scienze se succedesse qualche cosa a Ludovic Leblanc?” È un famoso antropologo ingaggiato dall'International Geographic di una cinquantina d'anni, basso, magro, nervoso, con una perenne espressione di disprezzo o di crudeltà sulle labbra e degli occhi incavati da topo. Si veste come i cacciatori di belve che si vedono nei film, armi alla cintola comprese, è orgoglioso, arrogante, piuttosto pauroso (anche se non lo ammetterebbe mai), e parla sempre di sé in terza persona. Proprio per questo suscita una certa antipatia ad Alex e perciò, all'inizio, quest'ultimo pensa che sia lui uno dei traditori infiltrati nella spedizione. Alla fine però si dimostra anche brillante e ha il ruolo fondamentale di distrarre il capitano Ariosto (dopo che si è scoperto essere uno dei traditori) sfidandolo a carte e impedendogli di fuggire e non essere consegnato alla giustizia.
- Timothy Bruce: membro della spedizione dell'International Geographic, è un giovane fotografo inglese dalla lunga faccia equina e denti ingialliti dalla nicotina. ”Mi dia i rullini!... per il fotografo era come rinunciare alla propria vita. Aveva l'ossessione dei negativi, non si era mai separato nemmeno da uno solo di essi e li conservava tutti accuratamente classificati nel suo studio di Londra” ”...e a Timothy Bruce, che non riusciva a consolarsi per quello che era successo al collega. Timothy e Joel avevano lavorato insieme per lunghi anni e si volevano bene come fratelli.”
- Joel Gonzàlez: è l'assistente messicano di Timothy, nonché suo grande amico, ma al contrario di quest'ultimo abbandonerà la spedizione prima dell'incontro con gli indios e la bestia, e dopo l'uccisione del primo soldato. Infatti qualche giorno dopo, mentre faceva il bagno a pochi metri dalla riva, un anaconda di quasi 6 metri, per poco non lo uccide e, dopo le prime cure della dottoressa Torres che ancora sembra buona, viene rimandato a Santa Marìa de la Lluvia insieme a un soldato e a Matuwe.
- Karakawe: è un indio, che viene assunto dal Prof. Leblanc come assistente, ha un ruolo pressoché marginale in tutto il libro, ma alla fine si rivelerà molto importante: ”nello sconcerto generale, quell'uomo taciturno annunciò che era un funzionario del Dipartimento per la protezione degli indigeni e spiegò nei dettagli che la sua missione consisteva nell'indagare i motivi per cui le tribù amazzoniche morivano in massa, soprattutto quelle che vivevano non lontano dai giacimenti di oro e di diamanti. Da diverso tempo nutriva fondati sospetti su Carìas, la persona che aveva tratto i maggiori benefici dallo sfruttamento della regione”. Così viene prima rimproverato e poi minacciato dalla Dott.sa Torres di non azzardarsi a rovistare nelle provette dei vaccini, poi ordina al Capitano Ariosto di requisire questi ultimi: per farli così esaminare in laboratorio: il Capitano, colluso con Carìas e la dottoressa Torres, gli spara al petto uccidendolo sul colpo ma proprio per questo dà la prova certa di essere anche lui un membro tradire.

## Edizioni
- Isabel Allende, La città delle bestie, traduzione di Elena Liverani, Fuori collana, Feltrinelli, 2002,  p. 242, ISBN 88-07-42095-3.
- Isabel Allende, La città delle bestie, traduzione di Elena Liverani, collana Universale economica, Feltrinelli, 2006,  p. 242, ISBN 978-88-07-81895-0.